# اتوبوس کیسی
اتوبوس کیسی (انگلیسی: Keisei Bus) یک شرکت اتوبوسرانی در گروه کیسی است. این شرکت در ۱ اکتبر ۲۰۰۳، به منظور به ارث بردن تمام فعالیت‌های بخش اتوبوسرانی شرکت راه‌آهن کیسی تأسیس شد.